# Рубчинский, Гоша
Георгий Александрович (Гоша) Рубчи́нский (род. 29 июня 1984, Москва) — российский дизайнер уличной одежды, фотограф.
В 2016 году вошёл в список 500 самых влиятельных людей мира моды по мнению сайта Business of Fashion. Основатель одноимённого бренда ГОША РУБЧИНСКИЙ, с декабря 2023 по февраль 2025 года — главный дизайнер бренда Yeezy.

## Биография
Окончил художественную школу и колледж технологий и дизайна. Как сам отмечал в немногочисленных интервью, считает себя «типичным ребенком перестройки». Впитывал всю масс-культуру России 1990-х — от молодёжных журналов до клипов Фёдора Бондарчука. После окончания художественной школы, неожиданно отправился изучать парихмахерское искусство и макияж, хотя изначально его интересовал только стиль и технологии производства одежды. После окончания колледжа устроился работать стилистом в модный салон мировой сети Toni & Guy. Параллельно начал сотрудничать с кинорежиссёрами, работая как стилист и визажист на съёмочной площадке. Самые известные его работы были в фильмах «Изображая жертву» Кирилла Серебренникова. После работы над фильмом «Индиго», где он выступал в качестве костюмера, Рубчинский окончательно пришёл к тому, что хочет развиваться как дизайнер одежды, создавая собственные образы.

## Карьера
Осенью 2008 года вышла дебютная мужская коллекция «Империя зла».
Весна/лето 2010 года — коллекция «Рассвет не за горами».
В феврале 2016 года на неделе моды в Лондоне представлена коллекция «Раб».
В июне 2016 года во Флоренции участвовал на выставке Pitti Uomo 90.
В сентябре 2016 года выпустил именные духи и новый бренд одежды для скейтеров «Рассвет» совместно с Толей Титаевым.
В 2016 году совместно с Ренатой Литвиновой был снят фильм «День моей смерти».
В 2018 году стал художником по костюмам в МХТ им. А. П. Чехова в спектакле «Северный ветер» режиссёра Ренаты Литвиновой.
Конец января 2019 года — в сети появился лукбук новой коллекции бренда «Рассвет», который Гоша Рубчинский делает вместе со скейтбордистом Толей Титаевым. В неё вошли футболки с нарисованными от руки символами, оверсайзовые рубашки в клетку, «варёные» джинсы с высокой посадкой и толстовки из коллаборации «Рассвета» с американским спортивным брендом Russell Athletic.
В феврале 2019 года проанонсировал новый проект GR-Uniforma. В его рамках вышли книга и видео о Грузии, над которыми дизайнер работал с июня 2018 года, музыка, которую он записывал в домашней студии в Подрезково и в Dean Street Studios в Лондоне, а также коллекция одежды «Группа», которая поступила в продажу в Dover Street Market 16 марта 2019 года. «GR-Uniforma — это об униформе, обществе, об архитектуре, о людях из вашего мира», — объяснил Рубчинский.
В 2020—2021 годах работал над костюмами для фильма Ренаты Литвиновой — «Северный ветер».
С декабря 2023 по февраль 2025 года — главный дизайнер американского бренда Yeezy.

## Критика
Журнал «Нож» назвал вещи Рубчинского ужасными и, несмотря на это, символом перемен, а работы дизайнера — глотком свежего воздуха для индустрии.
«Нарисовал» рэперу Канье Уэсту эскиз татуировки, изменив надпись готовым шрифтом.
Был обвинён в домогательствах подростку, отверг все обвинения и заявил, что искал моделей для кастинга.